# Marta Skupilová
Marta Skupilová (Bratislava, 28 marzo 1938 – Penticton, 25 agosto 2017) è stata una nuotatrice cecoslovacca, dal 1992 slovacca.
Specializzata nella farfalla, ha partecipato ai Giochi di Melbourne 1956, gareggiando nei 100m farfalla.
Ai Campionati europei del 1958, ha vinto 1 argento nei 100m farfalla.